# Isidro Santos
Pour les articles homonymes, voir Santos (homonymie).
Isidro da Silva Santos, né le 19 août 1936 à Alpiarça, est un footballeur portugais. Il évoluait au poste d'attaquant.

## Biographie
Isidro Santos est joueur du Benfica Lisbonne de 1953 à 1957. Il dispute 10 rencontres et marque 3 buts lors de la saison 1956-1957 et est sacré Champion du Portugal,.
Il dispute également un match de Coupe latine en 1956 contre l'AC Milan (défaite 2-4).
Il est également joueur du Torreense, du Marinhense, du GD Chaves, du FC Barreirense et du Varzim SC.

## Palmarès
Benfica Lisbonne
- Championnat du Portugal :
  - Champion : 1956-1957.